# Kedivaat Egypte
Het kedivaat Egypte (Arabisch: الخديوية المصرية, Osmaans: Mısır Hidiviyet-i / میصیر حیضیوییهتی) was een autonome staat binnen het Ottomaanse Rijk met een grote mate van onafhankelijkheid. Het kedivaat Egypte ontstond in 1867 toen de gouverneur van de Ottomaanse eyalet (provincie) Egypte benoemd werd tot kedive. In 1882 werd het kedivaat bezet door de Britten, maar de jure bleef het kedivaat bestaan tot 1914, toen het onder Britse protectie staande Sultanaat Egypte opgericht werd.